# 마쓰다이라 마사히사 (1659년)
마쓰다이라 마사히사(일본어: 松平正久, 1659년 6월 26일 ~ 1720년 7월 1일)는 에도 시대 중기의 다이묘이다. 에도 막부에선 와카도시요리, 소샤반을 역임하였다. 사가미 다마나와 번 제3대 번주, 가즈사 오타키번 초대 번주를 지냈다. 오코치 마쓰다이라 종가(大河内松平宗家) 제3대 당주. 조부 마쓰다이라 마사쓰나의 원복 직후 이름이었던 마사히사의 이름을 이어받았다. 정실은 오다 나가요리의 딸이다.
| 전임 마쓰다이라 마사노부 | 제3대 오코치 마쓰다이라 종가 1690년 ~ 1720년 | 후임 마쓰다이라 마사사다 |

| 전임 마쓰다이라 마사노부 | 제3대 다마나와 번 번주 (오코치 마쓰다이라가) 1690년 ~ 1703년 | 후임 폐번 |

| 전임 이나가키 시게토미 | 제1대 오타키번 번주 (오코치 마쓰다이라가) 1703년 ~ 1720년 | 후임 마쓰다이라 마사사다 |